# Baldric de Dol
Baldric de Dol (cca. 1050 – 7 ianuarie 1130) a fost abate de Bourgueil între 1079 și 1106, apoi episcop de Dol-en-Bretagne de la  1107 până la moarte.
După o serie de studii efectuate la școala din Angers, Baldric a intrat în abația de Bourgueil în Anjou, unde a devenit abate în 1079. Pe lângă diferitele îndatoriri oficiale, el a fost un participant activ în asociația regională liberă a scriitorilor literari în latină, cunoscută astăzi sub numele de Școala Loarei. În 1107, a primit din partea papei Pascal al II-lea pallium-ul pentru episcopia de Dol. Baldric a luat parte la toate conciliile ținute în vremea sa, a călătorit în câteva rânduri la Roma și a scris o relatare a unei călătorii efectuate în Anglia. El a desfășurat o activitate consistentă în reformarea disciplinei monastice. În ultimii săi ani de viață a fost în solitudine. El este reținut ca autorul unor importante contribuții în domeniile istoriei, poeziei și hagiografiei.
Opera poetică a lui Balderic a fost elaborată aproape integral pe când a fost abate la Bourgueil.  Cele 256 de poeme de largi dimensiuni se regăsesc aproape exclusiv într-un unic manuscris contemporan care este cel mai probabil o copie autorizată. Ele constau într-o gamă largă de forme poetice cuprinzând epitafe, ghicitori și poeme epistolare, până la piese lungi, precum o apologie interpretativă a mitologiei grecești și un panegiric la adresa Adelei de Normandia, care pe parcursul celor 1.368 de versuri, descrie faptele în stilul tapiseriilor de la Bayeux. Temele abordate sunt dominate de două mari subiecte: dorință/prietenie și joc/poezie. Citările sale constante și interpretările dovedesc o largă cunoaștere și apreciere la adresa operei lui Ovidiu, destul de rar cunoscută pentru vremea sa.
Cea mai valoroasă operă a lui Balderic din a doua parte a carierei sale o reprezintă Historiae Hierosolymitanae libri IV", o descriere a primei cruciade, bazată în parte pe descrierile martorilor oculari și supusă corecturilor abatelui Petru de Maillezais, care i-a însoțit pe cruciați. Printre alte lucrări ale sale sunt consemnate poeme asupra cuceririi Angliei și a domniei regelui Franței Filip I; viețile, scrise în limba latină, prietenului său Robertus de Arbrissello, a Sfântului Valerian și a Sfântului Ugo de Rouen; în fine, o scrisoare către călugării abației din Fécamp conținând material referitor la obiceiurile britonilor și la mănăstirile engleze și normande.